# Heliophorus langi
Heliophorus langi är en fjärilsart som beskrevs av Moore 1883. Heliophorus langi ingår i släktet Heliophorus och familjen juvelvingar. Inga underarter finns listade i Catalogue of Life.